# Satoko Tanaka
Satoko Tanaka, född 3 februari 1942 i Sasebo, är en japansk före detta simmare.
Tanaka blev olympisk bronsmedaljör på 100 meter ryggsim vid sommarspelen 1960 i Rom.